# Zvonko Bogdan
Zvonko Bogdan (Sombor, 5. siječnja 1942.) bunjevački je pjevač tradicionalne vojvođanske pjesme i pjesama s panonskog prostora. Većina njegovih djela usko su vezana za Bunjevce.
U glazbi je poznat skladatelj, pisac tekstova, a sakupljao je i narodna glazbena djela. 
Strastveni je promicatelj ikavice i uvjerenja da su Bunjevci autohtoni narod.
Godine 2009. je dobio priznanje koje dodjeljuje Skupština Grada Subotice, Počasni građanin.

## Diskografija
Među njegove najpoznatije pjesme spadaju:
- Evo banke cigane moj
- Ej salaši
- Već odavno spremam svog mrkova
- Kad sam bio mladjan lovac
- Nema lepše devojke
- Ko te ima, taj te nema
- Fijaker stari
- Kraj jezera jedna kuća mala
- U tom Somboru